# Simao Ayres
Ayres Cerqueira Simao (n. 25 octombrie 1988, Curitiba, Brazilia) este un jucător de fotbal brazilian care este sub contract cu FCM Bacău. Și-a început cariera la 12 ani ca jucător pentru Paraná Clube. După 5 ani s-a transferat la Atletico Paranaense. S-a accidentat, așa că cei de la Atlético Paranaense i-au dat drumul. După un an a venit în România la FC Baia Mare unde a marcat multe goluri transferându-se la Gloria Bistrița. A jucat un singur meci pentru Gloria Bistrița așa că s-a mutat la echipa de Liga 2 FC Botoșani, iar din 2009 la FCM Bacău.